# Constantin Țîbîrnă
Constantin Țîbîrnă (n. 1 ianuarie 1929, Sîngerei, Regatul României – d. 7 octombrie 2010, Chișinău, Republica Moldova) a fost un chirurg moldovean, specialist în chirurgie generală, membru de onoare al Academiei de Științe a Moldovei (2000), doctor habilitat în medicină (1966), profesor universitar (1967).
Născut la 1 ianuarie 1929 în orașul Sîngerei. După absolvirea Institutului de Stat de Medicină din Chișinău (1950), a urmat secundariatul clinic (1950–1953), după care a activat la aceeași instituție în calitate de asistent (1953–1960), conferențiar (1960–1962), șef al Catedrei de chirurgie generală (1962–1992). În această perioadă susține teza de doctor habilitat în medicină cu tema „Profilaxia și tratamentul afecțiunilor purulente pulmonare”. Actualmente este director al clinicii nr. 3 a Universității de Stat de Medicină și Farmacie „N. Testemițanu”. A fost deputat al Sovietului Suprem al R.S.S.M. (1977–1981).
A desfășurat o amplă activitate de cercetare în domeniul diagnosticului și tratamentului infecțiilor chirurgicale, precum și al chirurgiei reconstructive, concretizată în peste 350 de lucrări științifice, inclusiv 10 monografii colective, între care: 
- Обезболивание и интенсивная терапия в гериатрической хирургии (1973, în colab.);
- Диагностика и лечение холециститов (1976, în colab.);
- Холепанкреатит (1978, în colab.);
- Дермальная пластика в хирургии паренхематозных органов (1985, în colab.);
- Неотложная торакальная хирургия (1989, în colab.);
- Abdomen acut. Diagnostic și tratament (2006, în colab.),
- Chirurgia echinococozei – ghid pentru medici (2009) ș.a.

Autor a 4 brevete de invenție și 60 de inovații privind ameliorarea asistenței chirurgicale la bolnavii cu infecție chirurgicală și patologie a ficatului. A pregătit 28 de doctori și 5 doctori habilitați în medicină. A participat la numeroase reuniuni și congrese din țară și străinătate: Rusia, România, Portugalia, China, Mexic, Austria, Belgia ș.a. Este membru al Academiei de Științe din New York, al Asociației Chirurgilor din Moldova, al Asociației Chirurgilor „N. Pirogov” din Rusia. A fost președinte al Societății Chirurgilor din Moldova.
Pentru merite deosebite obținute în activitatea științifică și profesională a fost distins cu titlul de „Om emerit”, laureat al Premiului de Stat, decorat cu ordinele „Insigna de Onoare” și „Gloria Muncii”, medaliile „Dimitrie Cantemir” (2009) și „Nicolae Testemițanu”. Pe 22 octombrie 2010 a fost decorat post-mortem cu „Ordinul Republicii”, de către președintele interimar al Republicii Moldova, Mihai Ghimpu.
Membru de onoare al Academiei Medicale Române (2018).